# Reinhold Heidenstein
Reinhold Heidenstein, inne formy nazwiska: Heidenstein Reinhold Borussus, Heydenstein Reinhold Solescius (ur. 1553 prawdopodobnie w Królewcu, zm. 24 grudnia 1620 w Sulęczynie), herbu własnego Hejdenstein – prawnik, historyk, kronikarz, dyplomata, sekretarz kancelarii królów polskich, sekretarz królewski Stefana Batorego.

## Życiorys
Urodził się w osiedlonej w ówczesnych Prusach Książęcych niemieckiej rodzinie mieszczańskiej. Studiował od 1566 na uniwersytecie w Królewcu, od 1571 na uniwersytecie w Wittenberdze, a od 1577 na wydziale prawa uniwersytetu w Padwie. Potem podróżował po Włoszech i Francji.
Po powrocie do Polski powołany został w Grodnie na stanowisko sekretarza kancelarii królewskiej Stefana Batorego. Pracował jako królewski dyplomata opierając się zazwyczaj na wytycznych kanclerza Jana Zamoyskiego. Pracował też nad kroniką wojny polsko-moskiewskiej 1578–1582 pt. De bello Moscovitico commentatorium libri sex wydanej w Polsce w Krakowie w 1584.

Po śmierci Batorego pracował nadal, wraz z Zamoyskim, w kancelarii nowego króla Zygmunta III Wazy. Po śmierci kanclerza Zamoyskiego w 1605 współpraca Heidensteina z jego następcą Maciejem Pstrokońskim uległa znacznemu ograniczeniu: wyjechał ze stolicy i pozostawał głównie w swoich majątkach na Pomorzu. W 1607 roku jako sekretarz Zygmunta III Wazy był posłem na sejm z województwa pomorskiego. Ostatecznie odszedł z kancelarii królewskiej w 1612 lub na początku 1613. Pod koniec życia chorował, m.in. tracąc wzrok. Pochowany został początkowo w ufundowanym przez siebie w latach 1614–1616 kościele parafialnym w Sulęczynie, po miesiącu jednak (4 lutego 1621) jego zwłoki przeniesiono do opactwa cystersów w Oliwie. Epitafium na jego wspólnym z żoną grobie głosi

Poświęcone Bogu Najlepszemu i Wielkiemu. Moją ojczyzną są Prusy: Ojcem Heidenstein. Zrodziła mnie Anna Krokowna w mroźnych stronach. Miłą w Domu Sulęczynów, ukochaną przeze mnie żoną, z domu Konarską była droga Erdmunda; Ona to, po trzykroć małżeńskiej miłości owoce płci żeńskiej i syna wydała. Po Ziemi Ojczystej, kraina niemiecka i włoska, a potem Galii udzielały mi nauk. Czy tym to przypodobałem się królowi Stefanowi i królowi Zygmuntowi: może późniejsi potomni dowiedzą się. Młody wiek jeszcze nie pokrył zarostem policzków, a już znał mnie dwór Stefana. Zostałem tam wprowadzony, gdy działy się wielkie sprawy królestw i również jako mówca ogłaszałem publiczne zarządzenia. Istnieją także pomniki talentu, które pozostawiłem dość liczne, lecz jak liczne, niech to zaniesie wieść. Napisaliśmy o złamaniu nieujarzmionych wrogów Moskali i dzieje Polski spisałem po łacinie. Pośród smutków, radości, prac, pośród nagród za nie, śmierć skrycie nadeszła i szybko. Czymże jest życie? Czyż nie obrazem przemijającego cienia? Proszę, o Chryste, aby tylko Tobie się podobało

1600 poślubił Teresę Erdmundę Konarską (1582-1658), córkę Michała Konarskiego i Doroty z Rembowskich. Ich dziećmi byli Jan Reinhold, kasztelan gdański, Zofia, wydana za Jakuba Oktawiana Konopackiego, kasztelana elbląskiego, Anna, żona Andrzeja Sapiehy, kasztelana wileńskiego, i Elżbieta, ksieni klasztoru benedyktynek w Żarnowcu.

## Twórczość

### Ważniejsze dzieła
- Annales Patavini (Kronika nacji niemieckiej w Padwie), powst. 1576-1579; wyd. w: Brugi Atti della nazione Germanica dei legisti nello studio di Padova, t. 1, s. 199 nn.
- De nuptiis illustrium Joannis de Zamoscio... ac Griseldis Bathoreae... epistola, Kraków 1583, drukarnia Łazarzowa; przedr. A. T. Działyński Collectanea... J. Zamoyscii, Poznań 1861, s. 169–186
- De bello Moscovitico commentariorum libri sex, Kraków 1584, drukarnia Łazarzowa (według B. Kocowskiego 1585); wyd. następne: Bazylea 1588; przy M. Kromer Polonia sive de origine et rebus gestis Polonorum libri XXX, Kolonia 1589; w zbiorze: Rerum Moscoviticarum auctores varii unum in corpus congesti, Frankfurt 1600; przedr.: Jan Heidenstaein przy Rerum Polonicarum librii XII, Frankfurt n. Menem 1672, ks. 3-6; przekł. polski: J. Czubek (z opuszczeniem przemowy i kilku ustępów) pt. „Pamiętniki o wojnie moskiewskiej w 6 księgach”, Lwów 1894, Biblioteka dla młodzieży, seria II, t. 11; przekł. niemiecki: H. Rätel pt. Warhafte, gründliche und eigentliche Beschreibung des Krieges welchen... Stephan Batori... geführet, Görlicz 1590; przekł. rosyjski: Zapiski o moskowskoj wojnie, Petersburg 1889
- Ius terrestre nobilitatis Prussiae correctum..., Toruń 1599 (według B. Kocowskiego 1598); wyd. następne (w językach: łac., niem. i polskim): Gdańsk 1625; 1647; 1685; przedr. późniejsze zob. Estreicher XVIII, 687-688 (tzw. Korrektura prawa pruskiego)
- De vita Joannis Zamoscii, powst. 1606, wyd. A. T. Działyński w: Collectanea vitam resque gestas Joannis Zamoyscii... illustrantia, Poznań 1861; przeróbka pol. pod swoim imieniem wyd. F. Bohomolec pt. Życie Jana Zamoyskiego, Warszawa 1775; wyd. następne: wyd. T. Mostowski Życia sławnych Polaków, t. 2, Warszawa 1805; w: Żywoty sławnych Polaków, t. 3, Radom 1830; wyd. F. S. Dmochowski Żywoty sławnych Polaków, Warszawa 1830; wyd. J. N. Bobrowicz Życia sławnych Polaków, t. 3, Lipsk 1837, Kraków 1860; przeróbka niem. pt. Leben und Thaten Johann Zamosci, wyd. W. Mitzler de Kolof Warschauer Bibliothek, cz. 2 (1754)
- Cancellarius sive de dignitate et officio cancellari Regni Poloniae, Braniewo 1610; wyd. następne: Gdańsk 1742 (Estreicher mylnie 1712); wyd. kryt.: A. Kempfi, Warszawa 1960, Bibl. Latina Medii et Recentioris Aevi nr 1
- Rerum Polonicarum ab excessu Sigismundi Augusti libri XII, Frankfurt n. Menem 1672 (wyd. syn, Jan Heidenstein Solescius, kasztelan gdański, który doprowadził dzieje do roku 1603. Według S. Łempickiego nad dziełem tym współpracował również J. Zamoyski); przekł. polski: M. Gliszczyński pt. Dzieje Polski do śmierci Zygmunta Augusta do r. 1594, t. 1-2, Petersburg 1857, Dziejopisowie Krajowi t. 6-7

### Listy i materiały
- 36 listów z lat 1584–1612 (m.in. do: M. Kromera, J. Zamoyskiego, S. Rudnickiego biskupa warmińskiego, Zygmunta III, Rady Księstwa Pruskiego), ogł. B. Kocowski Trzej padewczycy. Wpływ Batorego i Zamoyskiego na działalność R. Heidensteina, Lwów 1939, s. 270–311
- Od senatu m. Gdańska, dat.: 28 września 1589, 3 października 1600, 26 kwietnia 1603; od S. Rudnickiego, kwiecień-maj 1608; ogł. B. Kocowski Trzej padewczycy. Wpływ Batorego i Zamoyskiego na działalność R. Heidensteina, Lwów 1939, s. 277–278, 293–294, 299
- Korespondencja z Uliksesem Aldrovandim, rękopisy Biblioteki Uniwersyteckiej w Bolonii, nr 136, t. 9, k. 19b-20b, 5a i in. (zbiory Aldrovandiego)
- Kopiariusz listów w sprawie nacji niemieckiej, rękopis Biblioteki Uniwersyteckiej w Padwie, nr 1655, t. 1
- Dokumenty dot. spraw majątkowych i dzierżawy dóbr królewskich z lat 1588–1591, ogł. T. Wierzbowski Materiały do dziejów piśmiennictwa polskiego, t. 1, Warszawa 1900